# Kamieniołom Ostrusza

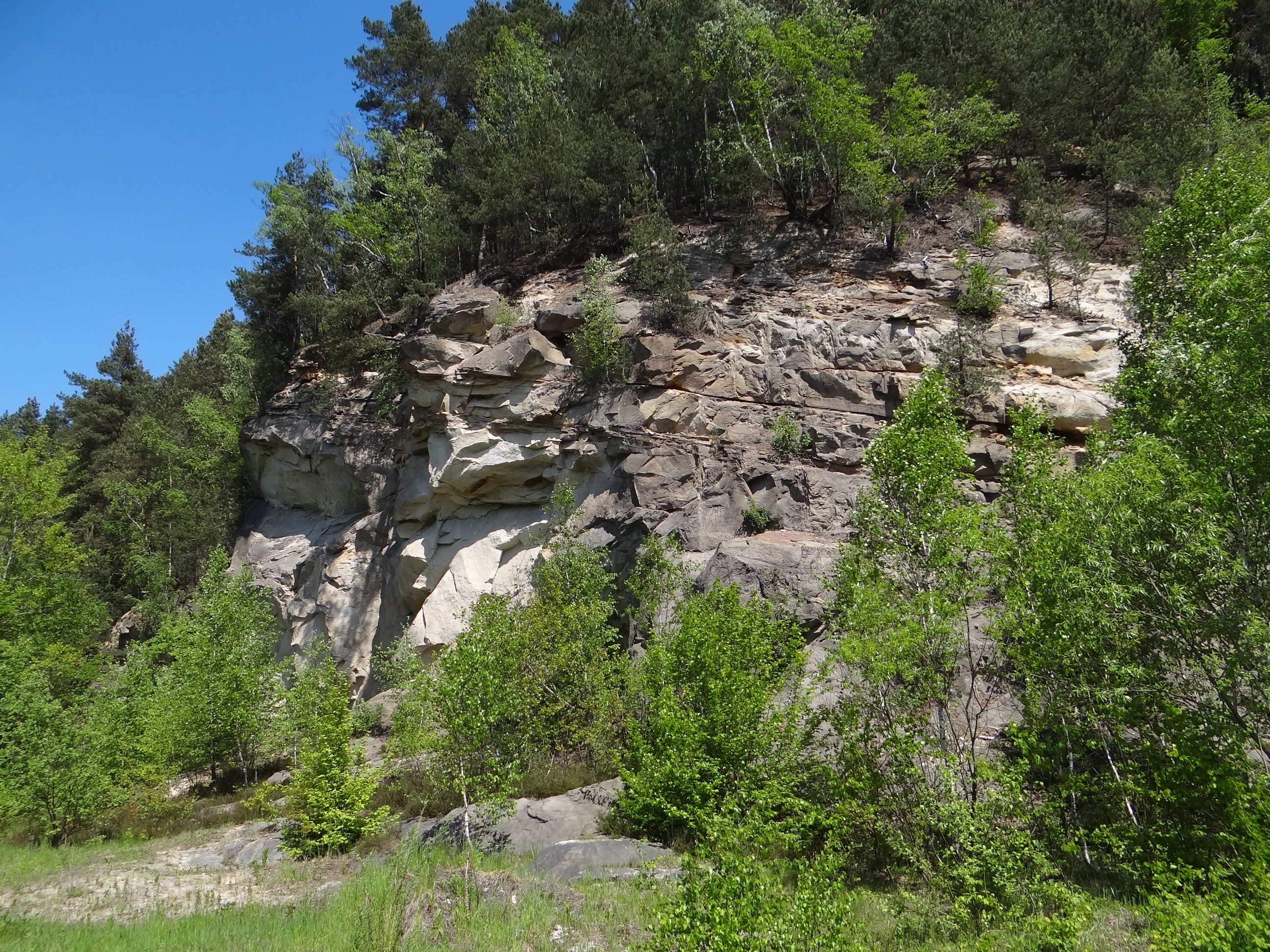
Kamieniołom

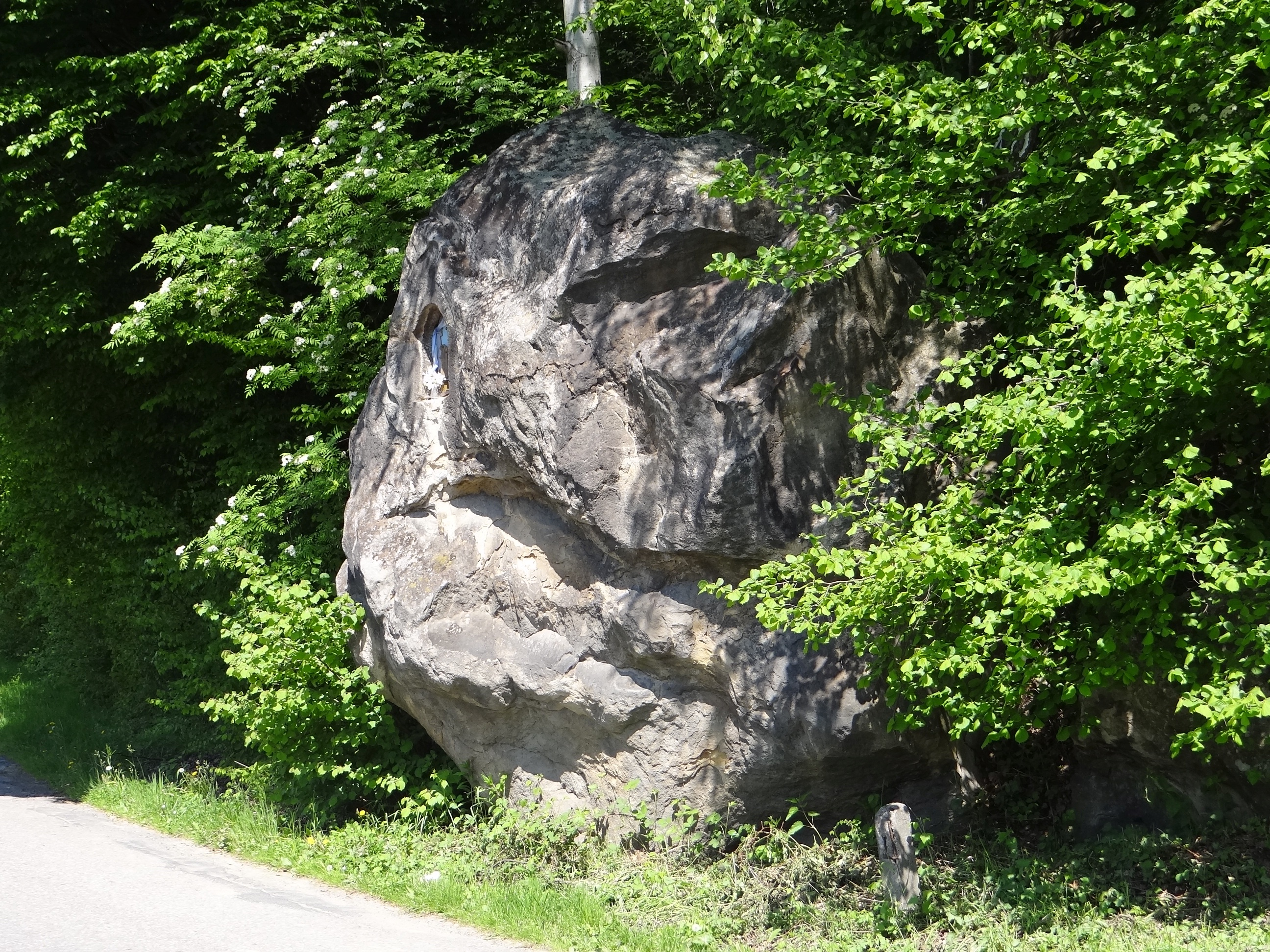
Skałka z figurką

Kamieniołom Ostrusza – nieczynny kamieniołom w miejscowości Ostrusza w województwie małopolskim, w powiecie tarnowskim, w gminie Ciężkowice. W klasyfikacji fizycznogeograficznej Polski według Jerzego Kondrackiego jest to obszar Pogórza Ciężkowickiego.

## Opis kamieniołomu
Znajduje się w dolinie potoku Ostruszanka, tuż po lewej stronie drogi z Ciężkowic przez Ostruszę do Turzy. Kamieniołom ten jest największym odsłonięciem piaskowców na całym Pogórzu Ciężkowickim. Ma długość około 100 m i wysokość do 20 m. Składa się z ławic piaskowców o grubości 0,5–1 m, poprzedzielanych cienkimi pakietami łupków. Oprócz piaskowców o żelazistym zabarwieniu występują także ławice jasnoszarych piaskowców o grubości od kilku do kilkunastu metrów. Zaburzony układ warstw wskazuje na uskoki tektoniczne. Za kamieniołomem (od strony Turzy) znajduje się przy drodze pojedyncza skała piaskowca o wysokości kilku metrów. W XIX wieku wydrążono w niej niewielką wnękę, w której umieszczono kapliczkę z drewnianymi rzeźbami przedstawiającymi scenę Ukrzyżowania.
Kamieniołom Ostrusza jest atrakcyjnym obiektem geoturystyki. Oprócz odsłonięć piaskowców w ścianie kamieniołomu są w nim również inne ciekawe z punkty widzenia geoturystyki obiekty. Na przeciwległym zboczu kamieniołomu Ostrusza znajduje się rozległe osuwisko. Słabo wydeptana ścieżka prowadzi na grań kamieniołomu. Są w niej 3 ambony tworzące mur o długości kilkunastu metrów. Jest on jednolity, ale znajdują się w nim wyraźne już pęknięcia wskazujące, że w przyszłości podzieli się na odrębne fragmenty. Na ścianie muru występują niewielkie kociołki zwietrzelinowe i inne formy erozji skał.
Kamieniołom Ostrusza ma powierzchnię 7,5 ha. Od 1987 r. jest pomnikiem przyrody.

## Wspinaczka skalna
Kamieniołom jest obiektem wspinaczki skalnej. Jest 8 dróg wspinaczkowych o trudności od V+ do VI.1+ w skali polskiej. Wspinaczka na wędkę.

1. Przyjacielska wizyta
2. Uwaga na nietoperze
3. Leonid Breżniew w Warszawie
4. Zacięcie na Bulę
5. Środek Buli
6. Maskarada
7. Rower Kaczki
8. Przyroda Japonii